# 골드망숲쥐
골드망숲쥐(Neotoma goldmani)는 비단털쥐과에 속하는 설치류의 일종이다. 멕시코에서만 발견되며, 멕시코 고원 전역의 치와와주 남동부 지역부터 남쪽으로 산루이스포토시주와 케레타로주 북부 지역까지 분포한다. 멕시코 고원의 해발 고도는 평균 1,825m이고, 차지하고 있는 육지 면적은 약 60만km2이다. 골드망숲쥐는 바위와 사막 서식지, 바위틈의 은식처에 제한적으로 분포한다. 핵형 분석을 통해 멕시코숲쥐 보다 더 원시적인 종을 간주되고 있다. 현재 직면하고 있는 위협은 없지만 치와와 주와 산 루이스 포토시 주, 할리스코주, 멕시코주를 포함하여 가장 개체 밀도가 높은 멕시코 고원 전역에서 서식지 변화 때문에 개체수 감소를 경험하고 있다.